# Acanthobdella peledina
Acanthobdella peledina — вид п'явок роду Стародавня п'явка родини Acanthobdellidae.

## Опис
Загальна довжина досягає 19—32 мм, завтовшки 3-5 мм, при вазі 200—210 г. Має 6 пар очей. Рот помірно невеличкий, розташовано у верхній частині голови, задня щелепа частково розвинена. Передня присоска відсутня, в наявності лише задня, що складається з 4 сомітів. Чіпляється до жертви за допомогою до 40 щетинок, що виконують роль присоски. Тулуб складається з 29 сомітів. Зверху дещо сплощено, звужується на кінці. Шлунково-кишковий тракт відносно простий, стравохід майже не осідає навпроти кишечнику. Анальний отвір доволі невеличкий. Присутня анальна залоза.
Забарвлення спини сіре з 2 коричневими та 2 жовтими кільцями. черево має жовтуватий або сірий кольор з жовтою плямкою.

## Спосіб життя
Є стенобіотним видом. Тримається стенотермних і переважно гірських або арктичних річок й озер. Веде паразитиуючий спосіб життя (ектопаразит)). Живиться кров'ю і розм'якшеними зовнішніми тканинами лососеподібних риб з родин Salmonidae і Thymallidae, що зустрічаються у холодних водоймах. Активне харчування в Сибіру і Алясці відбувається з червня до вересня, на Кольському півострові та Скандинавії переважно з липня до жовтня. В цей час було знайдено цих п'явок на рибах.
У листопаді з початком період спарювання залишає господаря. після парування через 1 тиждень відкладає кокон коричневого кольору, де перебуває від 13 до 33 яєць. Інкубаційний період триває 7 місяців при температурі 4 °C. Народжені п'явки завдовжки 0,5-2 мм.

## Поширення
Зустрічається на півночі Євразії: Скандинавського півострова (річках фінської Лапландії, озерах північної Швеції, водоймах Норвегії на кордоні зі Швецією) до Чукотки (Російська Федерація). Також ця п'явка присутня у північних водоймах Аляски (США).